# Adriányi-Borcsányi Jolán
Adriányi-Borcsányi Jolán (1891 – Batizfalva, Szepes megye, 1930. szeptember 7.) hegymászó.

## Életpályája
Adriányi-Borcsányi Jolán 1891-ben született, pontos születési helye nem ismert. 1900-1910 között túrázott a Magas-Tátrában, amikor apja, Adriányi János a Téry menedékház gondnoka volt. Ebben az időszakban hegyi mentésben is részt vett. 
1902. szeptember 6-án Glatz János hegyivezetővel elsőként mászta meg a később róla elnevezett Jolán-csúcsot. 
1910 után Csorbán, az ottani állomásfőnök feleségeként, majd Batizfalván élt.
1930. szeptember 7-én a szepességi Batizfalván hunyt el, 39 évesen.